# Libros Cúpula
Libros Cúpula es una editorial española que perteneció al grupo CEAC, sociedad matriz del conglomerado de empresas de enseñanza de las familias Menal y Martí, que presentó la solicitud de suspensión de pagos en 2002, año en que fue comprado por el Grupo Planeta. En la actualidad el sello está dirigido por Laura Falcó Lara.
La editorial está dedicada a la publicación de libros prácticos ilustrados de calidad, entre los que se hallan la biografía de Valentino Rossi, El método Abel Antón, Operación Bikini de Gemma Mengual, Baby de Desmond Morris, Cocina para cualquier ocasión de Mario Sandoval, Inteligencia musical de María Lluísa Ferrerós y la biografía de Audrey Hepburn.
En el año 2008 Cúpula duplicó su volumen de facturación, abriendo una nueva línea de negocio dedicada en exclusiva al Stationary (Calendarios y Agendas), con licencias tan reconocidas como Pocoyó, El internado, Snoopy, Marvel y Mortadelo y Filemón.

## Colecciones
- Parenting
- Cocina
- Motor
- Salud
- Sexualidad
- Esoterismo
- Hobbies
- Deportes
- Cúpula Agendas
- Cúpula Calendarios